# 998년

## 연호
- 북송(北宋) 함평(咸平) 원년
- 요(遼) 통화(統和) 16년
- 일본(日本) 조토쿠(長徳) 4년
- 베트남 전 레 왕조(前黎朝) 응티엔(應天) 5년

## 기년
- 북송(北宋) 진종(眞宗) 원년
- 요(遼) 성종(聖宗) 17년
- 고려(高麗) 목종(穆宗) 원년
- 베트남 전 레 왕조(前黎朝) 대행제(大行帝) 19년

## 사건
- 전시과 개정.
- 7월, 북진정책의 거점지이자 제2의 수도인 서경(西京)의 이름을 호경(鎬京)으로 바꿈.

## 사망
- 7월 11일(음력 6월 15일): 남당 태생의 고려의 문신 채인범(蔡仁範)
- 8월 8일(음력 7월 14일): 고려 초의 문신, 외교관 서희